# Радовишко тюрбе
Радовишкото тюрбе (на македонска литературна норма: Радовишко турбе) е османска гробница, намираща се в град Радовиш, Северна Македония, обявена за паметник на културата.
Тюрбето е разположено в Стария център на града. Смята се, че датира от 1390 година. В комплекса му има и запазено минаре, за което се смята, че датира от 1400 година. След като градът попада в Сърбия в 1913 година, тюрбето е използвано от сръбските власти като затвор за мъчения.